# 沃尔斯费尔德
沃尔斯费尔德是德国莱茵兰-普法尔茨州的一个市镇。总面积9.27平方公里，总人口813人，其中男性411人，女性402人（2011年12月31日），人口密度88人/平方公里。